# Political Film Society Award für Menschenrechte
Der Political Society Award für Menschenrechte wird für Filme vergeben, die sich mit der Verletzung von Menschenrechten durch staatliche Institutionen, gesellschaftliche Gruppen oder Einzelpersonen beschäftigen, oder Engagement für die Durchsetzung dieser Rechte thematisieren und dafür ein Bewusstsein schaffen. Dieser Preis wird von der Political Film Society (PFS) seit 1987 jährlich verliehen. Abhängig von der Anzahl der Filme, die sich für diese Kategorie qualifizieren, gibt es Jahre, in denen nur zwei Filme für diesen Preis nominiert wurden, in folgenden Jahren wurden aber bis zu zehn Filme in einem Jahr nominiert, es gibt also keine feste, jährliche Anzahl von Nominierten.
Der Preis kann, wie jeder andere Political Film Society Award (PFSA), an einen Mainstreamfilm, einen Independent-Film oder auch an einen Internationalen Film vergeben werden.

## Ausgezeichnete Filme und nominierte
2011
- - 5 Days of War
  - Amigo – Bei Ankunft Tod
  - City of Life and Death – Das Nanjing Massaker
  - The Conspirator
  - The Devil’s Double
  - Tropa de Elite 2
  - The Help
  - The Flowers of War
  - In Darkness
  - Kinyarwanda
  - The Lady
  - Machine Gun Preacher
  - Oka!
  - Oranges and Sunshine
  - Whistleblower – In gefährlicher Mission

2010
My Name Is Khan – Karan Johar
Der Ghostwriter (The Ghost Writer) – Roman Polański
Howl – Das Geheul (Howl) – Rob Epstein und Jeffrey Friedman
Wegen der großen Anzahl an Nominierungen gab es zwei Auswahlrunden. In der ersten schieden folgende Filme aus:
Agora – Die Säulen des Himmels (Agora) – Alejandro Amenábar
Blood Done Sign My Name – Jeb Stuart
Eichmann – Robert Young
Formosa Betrayed – Adam Kane
Green Zone – Paul Greengrass
John Rabe – Florian Gallenberger
We Want Sex (Made in Dagenham) – Nigel Cole
Princess Ka‘iulani – Marc Forby
Shake Hands with the Devil – Roger Spottiswoode
2009
District 9 – Neill Blomkamp
Avatar – Aufbruch nach Pandora (Avatar) – James Cameron
Die Bucht (The Cove) – Louie Psihoyos
Invictus – Unbezwungen (Invictus) – Clint Eastwood
The Stoning of Soraya M. – Cyrus Nowrasteh
2008
Milk – Gus Van Sant
Battle in Seattle – Stuart Townsend
Der Junge im gestreiften Pyjama (The Boy in the Striped Pyjamas) – Mark Herman
Der fremde Sohn (Changeling) – Clint Eastwood
Hunger – Steve McQueen
2007
Amazing Grace – Michael Apted
Das Weltgericht von Bamako (Bamako) – Abderrahmane Sissako
Shooting Dogs – Michael Caton-Jones
Der Krieg des Charlie Wilson (Charlie Wilson’s War) – Mike Nichols
Persepolis – Vincent Paronnaud und Marjane Satrapi
2006
Babel – Alejandro González Iñárritu

Der letzte König von Schottland – In den Fängen der Macht (The Last King of Scotland) – Kevin Macdonald
Blood Diamond – Edward Zwick
Cautiva – Gastón Biraben
Sophie Scholl – Die letzten Tage – Marc Rothemund
2005
Der ewige Gärtner (The Constant Gardener) – Fernando Meirelles

Kaltes Land (North Country) – Niki Caro
Innocent Voices – Luis Mandoki
Der neunte Tag – Volker Schlöndorff
The War Within – Joseph Costelo
2004
Hotel Ruanda (Hotel Rwanda) – Terry George
Moolaadé – Bann der Hoffnung – Ousmane Sembène
Osama – Siddiq Barmak
Vera Drake – Mike Leigh
The Yes Men – Dan Ollman, Sarah Price, Chris Smith
2003
Die unbarmherzigen Schwestern (The Magdalene Sisters) – Peter Mullan
Das Leben des David Gale (The Life of David Gale) – Alan Parker
Lilja 4-ever – Lukas Moodysson
X-Men 2 – Bryan Singer
2002
Ararat – Atom Egoyan
Das Experiment – Oliver Hirschbiegel
Evelyn – Bruce Beresford
Die Grauzone (The Grey Zone) – Tim Blake Nelson
John Q – Verzweifelte Wut (John Q) – Nick Cassavetes
Long Walk Home (Rabbit-Proof Fence) – Phillip Noyce
To End All Wars – Die wahre Hölle (To End All Wars) –  David L. Cunningham
En la puta vida (Tricky Life) – Beatriz Flores Silva
2001
Focus – Neal Slavin
Atlantis – Das Geheimnis der verlorenen Stadt (Atlantis – The Lost Empire) – Gary Trousdale, Kirk Wise
Motevalede mahe mehr (Born Under Libra) – Ahmad Reza Darvish
Bread and Roses – Ken Loach
Ein Mann sieht rosa (Le Placard) – Francis Veber
Greenfingers – Harte Jungs und zarte Triebe (Greenfingers) – Joel Hershman
Die verborgene Hälfte (Nimeh-ye penhan) – Tahmineh Milani
Die eisernen Ladies (Satree lek – The Iron Ladies) – Youngyooth Thongkonthun
Reise zur Sonne (Günese yolculuk) – Yeşim Ustaoğlu
Lumumba – Raoul Peck
2000
Gegen jede Regel (Remember the Titans) – Boaz Yakin
Bevor es Nacht wird (Before Night Falls) – Julian Schnabel
Weil ich ein Mädchen bin (But I'm a Cheerleader) – Jamie Babbit
Rufmord – Jenseits der Moral (The Contender) – Rod Lurie
Erin Brockovich – Eine wahre Geschichte (Erin Brockovich) – Steven Soderbergh
Hurricane (The Hurricane) – Norman Jewison
Es beginnt heute (Ça commence aujourd'hui) – Bertrand Tavernier
Ein Hauch von Sonnenschein (Sunshine) – István Szabó
X-Men – Bryan Singer
1999
The Green Mile – Frank Darabont
Boys Don’t Cry – Kimberly Peirce
Wehrlos – Die Tochter des Generals (The General's Daughter) – Simon West
Hard – John Huckert
Naturally Native – Jennifer Wynne Farmer, Valerie Red-Horse
Rileys letzte Schlacht (One Man's Hero) – Lance Hool
Three Kings – Es ist schön König zu sein (Three Kings) – David O. Russell
Tian yu (Xiu Xiu) – Joan Chen
1998
Zivilprozeß (A Civil Action) – Steven Zaillian
Der Staatsfeind Nr. 1 (Enemy of the State) – Tony Scott
Ausnahmezustand (The Siege) – Edward Zwick
Oscar Wilde (Wilde) – Brian Gilbert
1997
Rosewood – John Singleton
L.A. Confidential – Curtis Hanson
Mitternacht im Garten von Gut und Böse (Midnight in the Garden of Good and Evil) – Clint Eastwood
Sieben Jahre in Tibet (Seven Years in Tibet) – Jean-Jacques Annaud
1996
Das Attentat (The Ghosts of Mississippi) – Rob Reiner
Hexenjagd (The Crucible) – Nicholas Hytner
Dead Man Walking – Sein letzter Gang (Dead Man Walking) – Tim Robbins
Get on the Bus – Spike Lee
Larry Flynt – Die nackte Wahrheit (The People Vs. Larry Flynt) – Miloš Forman
1995
Murder in the First – Marc Rocco
Rangoon (Beyond Rangoon) – John Boorman
Das Geheimnis der Braut (Picture Bride) – Kayo Hatta
Der scharlachrote Buchstabe (The Scarlet Letter) – Roland Joffé
1994
Go Fish – Rose Troche
Auf brennendem Eis (On Deadly Ground) – Steven Seagal
1993
Schindlers Liste (Schindler’s List) – Steven Spielberg
Dragon – Die Bruce Lee Story (Dragon: The Bruce Lee Story) – Rob Cohen
Geronimo – Eine Legende (Geronimo: An American Legend) – Walter Hill
Im Namen des Vaters (In the Name of the Father) – Jim Sheridan
Indochine – Régis Wargnier
Orlando – Sally Potter
Philadelphia – Jonathan Demme
1992
Im Glanz der Sonne (The Power of One) – John G. Avildsen
Hitlerjunge Salomon (Europa, Europa) – Agnieszka Holland
Sarafina! – Darrell Roodt
Der Außenseiter (School Ties) – Robert Mandel
Halbblut (Thunderheart) – Michael Apted
1991
Boyz n the Hood – Jungs im Viertel (Boyz n the Hood) – John Singleton
Komm und sieh das Paradies (Come See the Paradise) – Alan Parker
Schuldig bei Verdacht (Guilty by Suspicion) – Irwin Winkler
Jungle Fever – Spike Lee
Der lange Weg (The Long Walk Home) – Richard Pearce
1990
Miss Daisy und ihr Chauffeur (Driving Miss Daisy) – Bruce Beresford
Glory – Edward Zwick
Freundschaft fürs Leben (Longtime Companion) – Norman René
Quigley der Australier (Quigley Down Under) – Simon Wincer
Romero – John Duigan
1989
Mississippi Burning – Die Wurzel des Hasses (Mississippi Burning)  – Alan Parker
Weiße Zeit der Dürre (A Dry White Season) – Euzhan Palcy
Die große Herausforderung (Listen to Me) – Douglas Day Stewart
Talk Radio – Oliver Stone
1988
Schrei nach Freiheit (Cry Freedom) – Richard Attenborough
Angeklagt (The Accused) – Jonathan Kaplan
Zwei Welten (A World Apart) – Chris Menges
1987
Matewan – John Sayles
Project X – Jonathan Kaplan